# 中国联合通信有限公司
中国联合通信有限公司成立于1994年，在2008年中国电信业重组前简称中国联通，重组完成后与中国网通改组为中国联合网络通信集团有限公司，是中国第一家独立于邮电系统的国有通信运营商。

## 历史

### 成立背景
中华人民共和国成立后，为了弥补邮电部所管理公用电信网络的不足，允许其他产业部门（如电子工业部，电力工业部，铁道部）建设专用通信网，但日后出现了极大的矛盾，一方面邮电公网容量不足，另一方面专用通信网与公网存在大量重复建设问题。
改革开放后，各产业部门都开始在通信设备乃至网络领域进行竞争，尤其以主产军用电子设备的电子工业部与邮电部争执最大，邮电部门在建设通信网时首选下属厂商产品，这让当时面临军转民的电子工业部非常不满，于是联合其他几个产业部门成立新的通信网以利用遍及全国的专用通信网获取收益，顺便互相消化下属通讯设备企业的产能。“中国联合通信”的轮廓就此诞生。其代表几大部门专用通信网的整合利用。

### 成立之后
中国联合通信有限公司成立于1994年7月19日。中国联通在其成立的一年后即1995年7月19日，在广州、天津、上海和北京开通了其GSM通讯。1999年中国电信的移动业务被拆离，寻呼机业务交给联通公司运营。2002年1月8日，中国联通开通了其CDMA 1xRTT网络。中国联通是中国移动的主要竞争对手，联通的竞争对手还包括中国电信的小灵通业务。中国联通被寄望是：“反中国移动垄断的突破口”，一般认为，中国联通加入竞争是中国移动通信市场资费不断下降的主要原因。2008年6月2日，根据中华人民共和国工业和信息化部、国家发展和改革委员会及财政部《关于深化电信体制改革的通告》，联通将其CDMA网络资产和用户出售给中国电信，并将其GSM网及其他业务以换股形式与中国网通完成合并，新公司依旧保留“中国联通”的品牌。
中國聯通（0762）持有電訊盈科18.48%股本。
2008年10月1日，中国电信开始着手接收联通的CDMA133、153号段（11码）业务，并于2008年12月21日全面完成了CDMA网络综合割接工作。
2008年10月14日，香港高等法院宣布同意中国联通和中国网通合并，10月15日，中国联通和中国网通宣布合并成功，在北京成立新的中国联合网络通信有限公司（英文仍沿用中国联通的China Unicom，标志亦为联通标志，但标志字体与联通原有标志不同），作为上市公司中国联合网络通信（香港）股份有限公司（China Unicom (Hong Kong) Limited）在中国大陆的运营公司。

## 公司结构
中国联合通信有限公司（联通集团）以69.32%的比例控a股中国联合通信股份有限公司（简称中国联通，在上海证券交易所上市（上交所：600050）。联通集团以17.91%的比例，中国联通以82.10%的比例联合控股中国联通（BVI）有限公司（简称联通BVI，注册地英属维尔京群岛）。联通BVI以77.41%的比例控股中国联通股份有限公司（又称联通红筹公司，注册地香港，在香港交易所（港交所：0762）和纽约证券交易所上市。中国联通股份有限公司以100%的比例控股中国联通有限公司（又称联通运营公司）。
中国联通于2008年6月3日重组，具体重组方案如下：
中国联通将并购中国网通，藉此成为一家全业务的电讯服务营运商.中国联通与中国网通发表联合公告称，中国联通将以每1.508股联通股份，换1股中国网通股份，中国网通将成为联通红筹公司的全资附属公司，并从香港联交所和纽交所退市.中国联通在新闻稿中指，其与中国网通的整合涉及的规模为4,391.67亿港元。
中国联通与中国电信签署协议，中国电信将以总价1,100亿元人民币收购联通CDMA网络资产与用户资源。

## 公司标志
自2006年3月28日开始，中国联通启用新的中国红和水墨黑为主的新标志。其红色的中國結象征快乐与好运，黑色的文字象征包容与凝聚力。“China Unicom”中的两个红色的“i”采取上下相连的形式，寓意沟通。新标志也与其他通信运营商的蓝色标志有所区分，更加醒目，与众不同。